# Abdul Hakeem Jefri Bolkiah
Prinz Abdul Hakeem Jefri Kiko Bolkiah  (* 13. Juni 1973) ist ein bruneiischer Skeetschütze, der bei den Olympischen Sommerspielen 1996 und den Spielen 2000 am Skeetwettbewerb teilnahm. 1996 erreichte er den 49. und 2000 den 45. Platz.